# Milltown (Indiana)
Milltown é uma cidade  localizada no estado americano de Indiana, no Condado de Crawford e Condado de Harrison.

## Demografia
Segundo o censo americano de 2000, a sua população era de 932 habitantes.
Em 2006, foi estimada uma população de 927, um decréscimo de 5 (-0.5%).

## Geografia
De acordo com o United States Census Bureau tem uma área de
3,6 km², dos quais 3,6 km² cobertos por terra e 0,0 km² cobertos por água. Milltown localiza-se a aproximadamente 189 m acima do nível do mar.

## Localidades na vizinhança
O diagrama seguinte representa as localidades num raio de 20 km ao redor de Milltown.